# Gorące dni
Gorące dni (tur. Kurak Günler) – turecki dramat filmowy z 2022 roku w reżyserii i według scenariusza Emina Alpera, zrealizowany w ramach międzynarodowej koprodukcji.
Film miał premierę w ramach sekcji „Un Certain Regard” na 75. MFF w Cannes, gdzie kandydował również do Queerowej Palmy dla najlepszego filmu o tematyce LGBT. Wzbudziło to oburzenie władz tureckiej kinematografii, domagających się zwrotu środków przyznanych na produkcję. Na ekrany kin polskich wszedł 9 czerwca 2023 roku. 

## Fabuła
Młody prokurator Emre obejmuje posadę w prowincjonalnym miasteczku Yaniklar, borykającym się z kryzysem związanym z dostępem do wody. Po tajemniczym zaginięciu jego poprzednika prowadzi tam śledztwo w sprawie morderstwa, czym naraża się skorumpowanym miejscowym elitom.

## Obsada
- Selahattin Paşalı – prokurator Emre Gündüz
- Ekin Koç – dziennikarz Murat Körükçü, właściciel miejscowej gazety i polityczny przeciwnik burmistrza
- Nizam Namidar – Selim Oztürk, urzędujący burmistrz
- Erol Babaoğlu – prawnik Şahin Oztürk, jego syn
- Erdem Şenocak – dentysta Kemal Gülçay, przyjaciel Şahina
- Sinan Demirer – komisarz policji Ilhan
- Selin Yeninci – sędzia Zeynep
- Eylül Ersöz – Huriye Bozak, znana jako „Pekmez”
- Ali Seçkiner Alici – Yavuz Bozak, jej ojciec
- Onur Gürçay – miejscowy doktor
- İsmail Bahadır Peker – właściciel kawiarni
- Hatice Aslan – matka prokuratora
- Mehmet Kervancı – chłopiec
- Enver Hüsrevoğlu – myśliwy
- Emin Alper – rzemieślnik

## Nagrody i nominacje
W 2022 film zdobył 5 nagród na Międzynarodowym Festiwalu Filmowym w Ankarze i 9 nagród na Festiwalu Filmowym Złotej Pomarańczy w Antalyi, a także 2 główne nagrody na krajowym festiwalu w Puli (Złota Arena) oraz nagrodę publiczności na MFF w Salonikach. Obraz zdobył także Europejską Nagrodę Filmową za najlepszy montaż (Özcan Vardar i Eytan İpeker).